# هيئة لندن التشريعية
هيئة لندن التشريعية (بالإنجليزية: London Assembly)‏ هي الهيئة التشريعية في لندن الكبرى، وتتكون من 25 مقعداً، يقع المقر الرئيسي لها في ساوثوورك.

## معرض صور

## طالع أيضًا
- سلطة لندن الكبرى